# 23 (canción de Shakira)
23 (Pronunciado en inglésː twenty three) es una canción de la artista colombiana Shakira que hace parte del su álbum homónimo, Shakira. La canción esta dedicada a su anterior pareja Gerard Piqué.

## Letra de la canción
La canción esta dedicada al jugador número 3 del Futbol Club Barcelona, y habla de lo importante que fue conocer a Gerard Piqué cuando él apenas tenía 23 años (de all̟í el nombre de la canción) y de los cambios radicalmente en su forma de pensar y actuar tras este acontecimiento.

Después de nacer Milan estoy en el momento más feliz de mi vida, el más completo, 23 se la dediqué a Gerard porque es la edad que él tenía cuando lo conocí… él tenía 23 y yo 33
Shakira para Primer Impacto

Al final de la canción se puede escuchar la voz de Milan, el hijo de la pareja, diciendo "ma" mientras Shakira sonríe, apareciendo en los créditos del álbum como "el corista más joven del mundo".

## Interpretaciones en vivo
La canción ha sido interpretada muy pocas veces, donde solo ha estado acompañada por una guitarra acústica tocada por Tim Mitchel. Se ha interpretado enː
- El programa Al rojo vivo de Telemundo.
- Wango Tango 2014.